# Broch von Levenwick

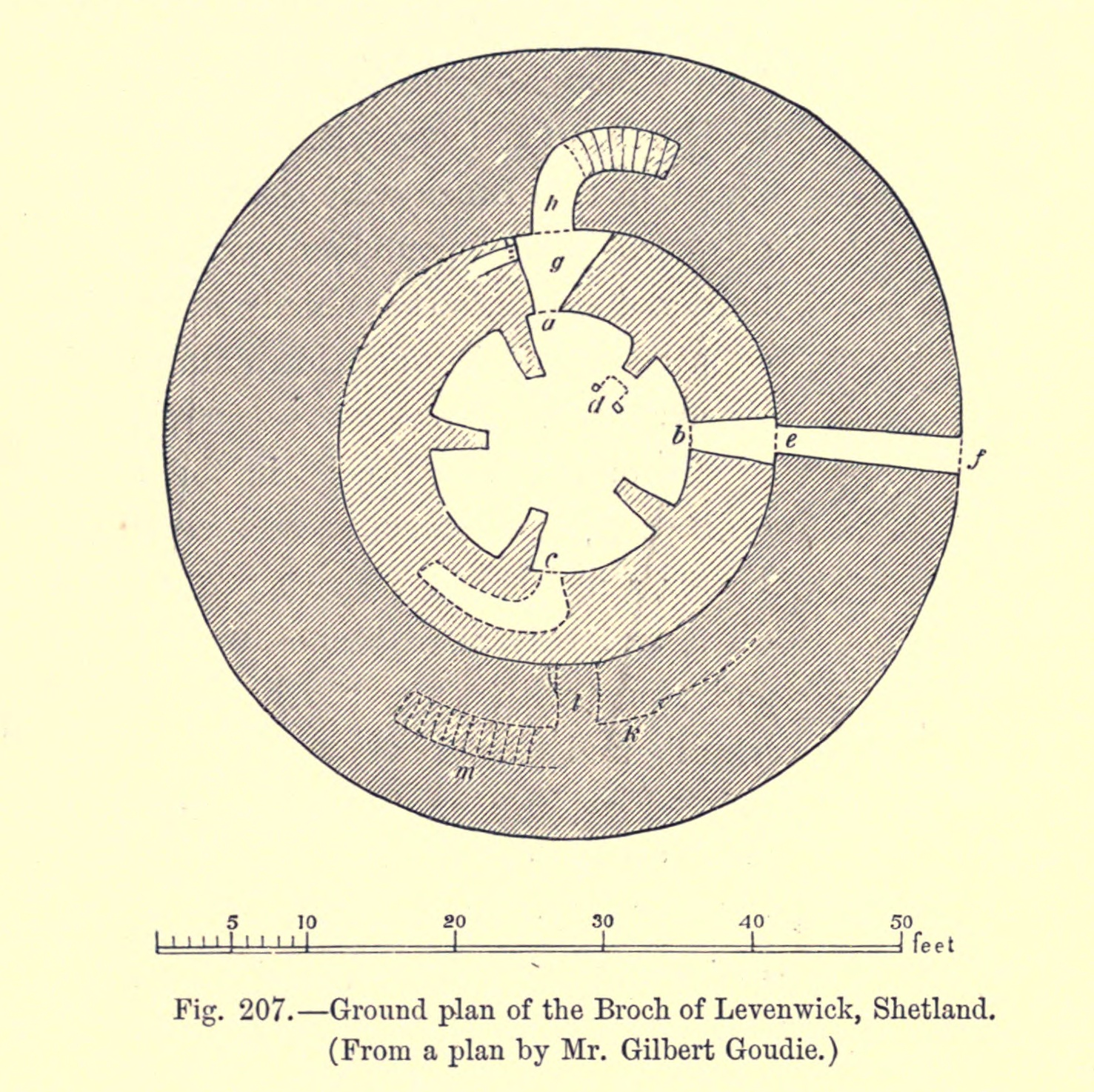
Broch von Levenwick

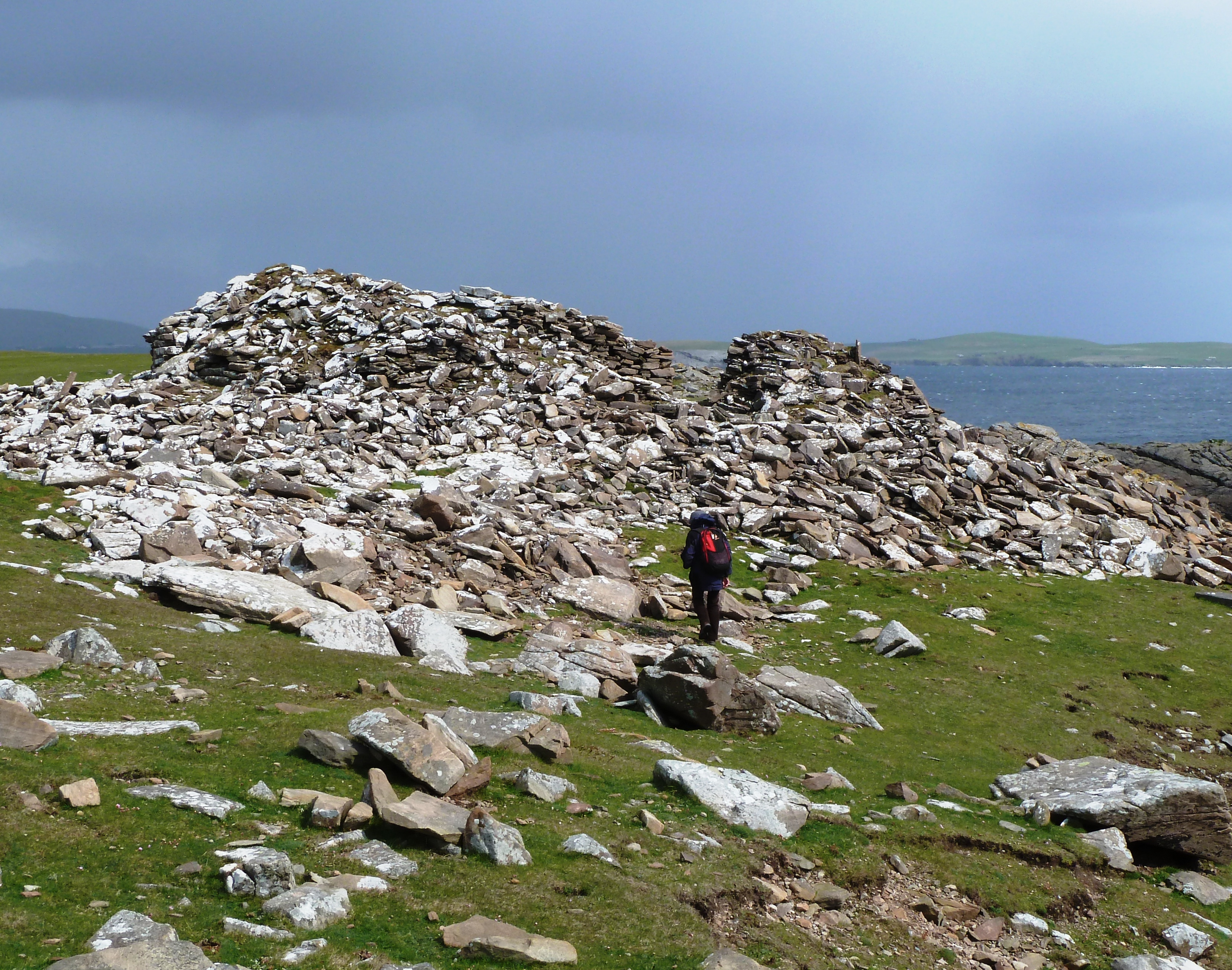
Broch von Levenwick

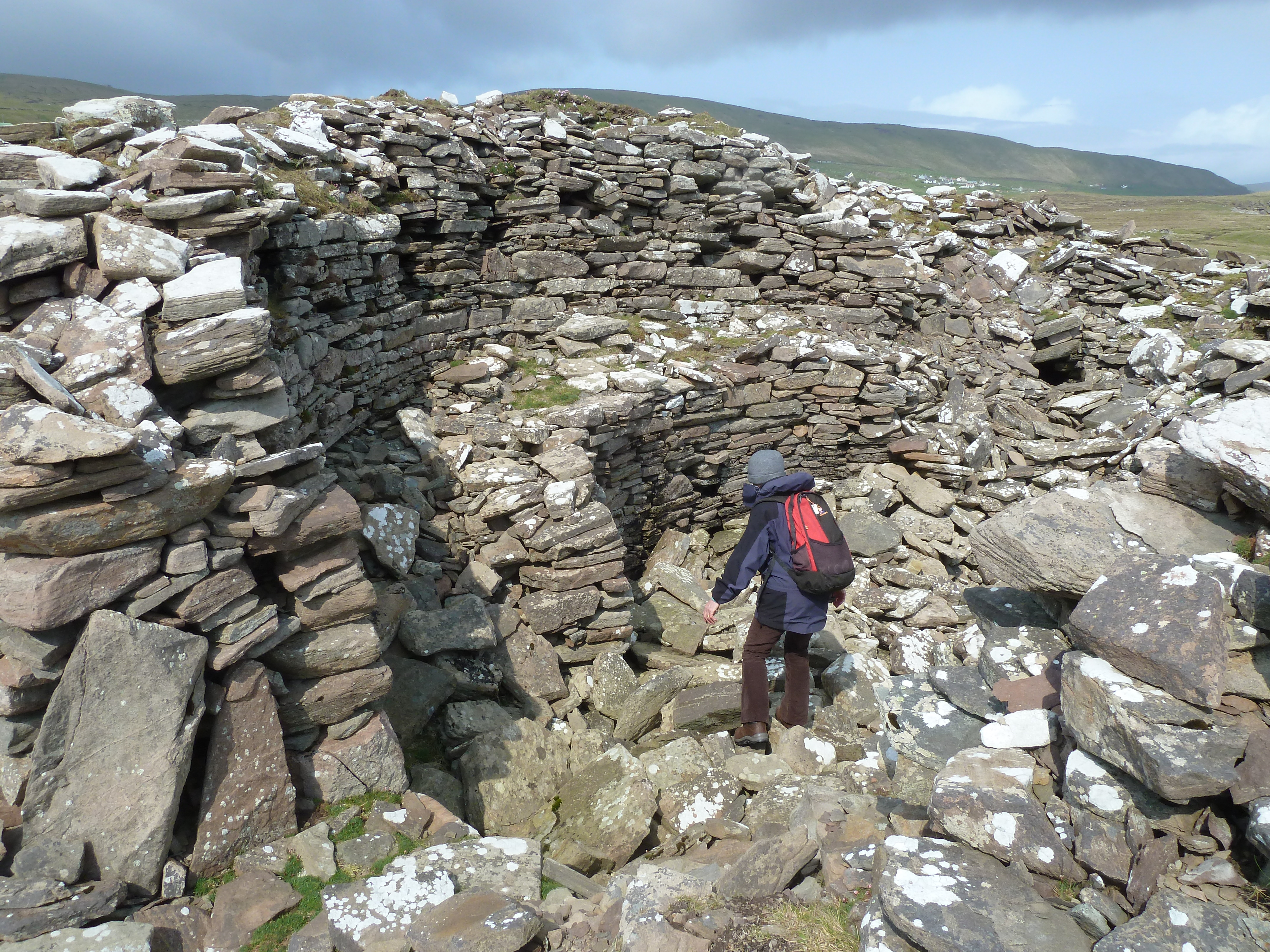
Broch von Levenwick

Der Broch von Levenwick (auch Blouid genannt) liegt südöstlich von Levenwick, auf der Dunrossness Halbinsel im Süden der Shetlandinseln Mainland in Schottland.
Der früheste Hinweis auf den Broch stammt von Robert Sibbald, (1641–1722) der Ruinen zweier Festungen auf einem Felsen nahe am Meer beschreibt, die er für von den Pikten erbaut hält.
Levenwick wurde 1869 und 1888 von Gilbert Goudie (1843–1918) ausgeräumt. Der Innenraum hat sich seither zum Teil wieder mit Trümmern gefüllt, so dass die unteren Besonderheiten verdeckt sind. Zerstörungen wurden auch durch den Februarsturm von 1900 erzeugt. Die Trümmerbeseitigung von G. Goudie begann in der Mitte und offenbarte eine an der Innenmauer des Brochs errichtete breite Sekundärmauer, die im Norden, Osten und Süden Öffnungen aufweist, die offenbar zu Öffnungen in der äußeren Brochmauer führen. Goudie bezeichnet die „sekundäre Innenwand“ als „Scarcement“ – ein Begriff der ursprünglich dem schmalen Vorsprung an der Innenseite der primären Brochwand vorbehalten war.
Laut Goudie lag der mit Sperrmauerwerk gefüllte, heute nicht mehr sichtbare, etwa 90 cm breite Hauptzugang an der Ostseite. Die Sperrung gehört möglicherweise zu einer späteren Nutzungsphase, als die obere Brochmauer bereits in Trümmern lag und die Treppe mit Schutt bedeckt war. In zeitgenössischen Berichten werden keine Spuren von Türanschlägen bzw. Wächterzellen erwähnt und Goudies Plan zeigt auch keine. In situ gefunden wurden zwei Stürze des langen Zugangs, einer am inneren Ende des primären Durchgangs und einer am inneren Ende der Sekundärmauer. An der Nordseite fand Goudie den Zugang zu einer intramuralen Treppe, zu dem eine breite, dreieckige Lücke durch die Sekundärwand führte. Der Treppenzugang und der nach rechts abbiegende Gang, sind noch sichtbar.
Die Stätte ist von einem niedrigen Wall umgeben, wahrscheinlich mit Zugang an der Nordseite. Auf der Westseite versperrt ein Gewirr unförmiger Gebäude zwischen dem Broch und dem Wall den Weg zum Broch, so dass man im Uhrzeigersinn um den Broch zu seinem Eingang gelangte.